# エス (鈴木光司の小説)
『エス』は、日本の小説家鈴木光司の小説。2012年5月初版発売。同氏のベストセラーである『リング』 シリーズの1作品である。
リングシリーズは、『リング』、続編『らせん』、完結編『ループ』および関連事項を描いた短編『バースデイ』の4作品が発表されているが、本作は1999年発表の『ハッピーバースデイ』から13年ぶりの同シリーズ新作となる。

## 概要
『らせん』の主人公である安藤満男の長男、安藤孝則を主人公とした、サスペンスタッチのホラー作品である。孝則は同作での事故死を経てシリーズの重要人物の高山竜司と山村貞子によって計画的に蘇生した人物であるが、本作では28歳に成長しているうえ、すでに妊娠した恋人もいる青年として登場し、孝則が自らの出生と蘇生の秘密に迫っていく物語が描かれる。
本シリーズでは、安藤や貞子らが存在する世界は生命の進化の可能性をコンピュータ上でシミュレートされた仮想現実世界「ループ」であり、物語はその中における出来事であることが最終作『ループ』で明らかにされるうえ、本シリーズのエピローグに相当する『ハッピー・バースデイ』において、最終的には高山によってループ内で貞子は駆逐されて平穏がもたらされ、物語は完結している。
本作がシリーズ中のどの時間軸に位置するのかについては、終盤で高山の口からごく間接的に『ループ』の設定が語られる程度に留まっており、特に彼の行動や現状には旧シリーズの展開とは符合しない展開もあるなど、本作がその時系列上の物語であるのか、それとも並行世界上の別展開であるのかは、明確に描かれていない。

## あらすじ
裕福な医学家系の御曹司として育った安藤孝則は、両親の理解のもとで芸術を学び、現在では小さなCG製作会社で働いていた。
ある日、孝則は会社の上司から『奇怪なものを映した動画のデータ』を渡され、「テレビの特番として使う素材だが、そのままではキツいためCG加工すること」という指示を受ける。そのデータには、とあるマンションの一室で1人の男性が首を吊って自殺する模様が、あからさまに記録されていた。
一方、高校教師で孝則の子供を妊娠している丸山茜は、偶然から孝則の部屋でその動画を見てしまう。それに映っていた男性は、茜にとって見憶えがある者だった。その男性こそ、幼少時代に茜を襲って殺そうとしたうえ、先日には他の被害者に対する連続殺人の罪で死刑に処せられたばかりの柏田誠二だった。
孝則は、刑死したはずの柏田が東京品川のマンションで首を吊る動画が存在するという矛盾の謎を追う一方、茜と入籍するために自分の戸籍謄本を役所で入手したところ、自分の知らなかった過去を知ることになる。

## 登場人物
安藤孝則（あんどう たかのり）
本作の主人公。28歳。医者の家系に生まれながらも芸術大学を卒業後、映像系の会社を経て、小さなCG制作会社に勤務。
丸山茜（まるやま あかね）
安藤孝則の恋人。24歳、高校の教師。孝則の子を妊娠中、母親に先立たれ施設にて育つ。
安藤満男（あんどう みつお）
安藤孝則の父。医学部講師等を経て、現在は妻の実家の病院を継ぎ、医療法人の理事長を務める。
丸山真砂子（まるやま まさこ）
故人。丸山茜の母。茜が3歳の時に死亡。
新村裕之（にいむら ひろゆき）
安藤孝則が上司の米田に渡された動画が撮影されたとされるマンションの1室の現在の住人。
柏田誠二（かしわだ せいじ）
10年以上前に起きた連続殺人事件の犯人として処刑される。物語は柏田の処刑シーンから始まる。
木原剛（きはら つよし）
著名なノンフィクション作家、62歳。柏田誠二による連続殺人に詳しい。

## 書誌情報
- エス（角川書店）ISBN 978-4-04-110183-4 （2012年5月11日発売[2]）
- エス（角川ホラー文庫）ISBN 978-4-04-100853-9（2013年5月25日発売[3]）

## 映画
『貞子3D』として2012年に映画化された。丸山茜は鮎川茜という名で主人公格となり、安藤もその恋人として登場するが、物語は原作とはまったく違う展開を見せる映画オリジナルであり、山村貞子が再び殺人モンスターとして登場する、正統派の怪物ホラー作品として制作された。
柏田についても、実はシリーズを通しての重要人物であったという原作の最も重要なくだりを排除したため、旧作との関連はまったく描かれていないが、シリーズ第1作『リング』の映画版が貞子をモンスターとして描いたことによって大ヒットしたという点で見るならば、本作もその系譜の延長上といえる内容や演出となっている。